# Max Hürzeler
Pour les articles homonymes, voir Alex Hürzeler.
Max Hürzeler (né le 4 juillet 1954 à Dübendorf) est un coureur cycliste suisse.

## Biographie
Spécialisé en demi-fond, il est médaillé de bronze du championnat du monde amateurs en 1981 puis passe professionnel. Il est alors médaillé d'argent aux championnats du monde de 1984 et champion du monde en 1987. Durant cette période, il est également trois fois champion d'Europe de demi-fond (1983, 1986 et 1987) et sept fois champion de Suisse de 1981 à 1987.
Après la fin de sa carrière en 1989, il fonde Hürzeler Bicycle Holidays, entreprise de tourisme à vélo établie à Majorque, en Andalousie et à Zillertal. En 2006, il relance les Six Jours de Zurich avec Urs Freuler et Ueli Gerber, apportant son concours financier.

## Palmarès

### Championnats du monde
- Brno 1981
  -  Médaillé de bronze du demi-fond amateurs
- Barcelone 1984
  -  Médaillé d'argent du demi-fond
- Vienne 1987
  -  Champion du monde de demi-fond

### Championnats d'Europe
- Champion d'Europe de demi-fond en 1983, 1986 et 1987

### Championnats nationaux
- Champion de Suisse de demi-fond en 1981, 1982, 1983, 1984, 1985, 1986 et 1987